# Édifice Herbert C. Hoover
L'édifice Herbert C. Hoover à Washington est le siège du département du Commerce des États-Unis.
Le bâtiment est situé au 1401, Constitution Avenue, Northwest, dans le Triangle fédéral, à l'ouest des autres bâtiments du ministère du Commerce, l'édifice John A. Wilson et l'édifice Ronald Reagan. Le bâtiment appartient à l'Administration des services généraux.
Achevé en 1932, il a été rebaptisé en hommage à Herbert Hoover en 1981. Herbert Hoover a servi comme secrétaire au Commerce (1921-1928) et fut plus tard président des États-Unis (1929-1933).
Depuis avril 1995, se trouve situé au premier étage de l'édifice le bureau des visiteurs de la Maison-Blanche (en),.